# تحالف التحرير الوطني
تحالف التحرير الوطني (بالإسبانية: أليانزا ليبرتادورا ناسيونالستا ، ألن)، المعروف أصلاً باسم الفيلق المدني الأرجنتيني (ليجيون سيفيكا الأرجنتين، LCA) من 1931 إلى 1937،  تحالف الشباب القومي (أليانزا دي لا جوفينتود ناسيونالستا، AJN) من 1937 إلى 1943،  ثم باستخدام اسمها النهائي من 1943 إلى 1955، كانت حركة حركة وطنية أرجنتينية وفاشية.
تأثرت الحركة بشدة بالفاشية، حيث أستخدم أعضاؤها التحية الرومانية، وارتدوا الزي العسكري الفاشي، وساروا في تشكيل عسكري. هاجم إعلان مبادئ الحركة في عام 1931 الماركسية والديمقراطية وأعلن دعمه لإنشاء دولة نقابوية مثل دولة إيطاليا الفاشية. تعاونت مع الحزب الأرجنتيني الفاشي، وخاصة في منطقة قرطبة بالأرجنتين. في قرطبة عام 1935، تحالفت الميليشيات المحلية مع الحزب الفاشي الأرجنتيني والعمل الوطني الأرجنتيني لتشكيل جبهة فويرتاس فاسيستاس دي قرطبة، التي استعيض عنها بالاتحاد الوطني الفاشي في عام 1936. في عام 1936، أعاد قائدها الجنرال خوان باوتيستا مولينا تنظيم الميليشيا لتكون على أساس تنظيم الحزب النازي. أراد الجنرال مولينا الأرجنتين بناءً على الخطوط النازية، وتقديم نفسه على أنه هتلر الأرجنتين، ولديه علاقات وثيقة مع ألمانيا النازية. دعت الحركة إلى «التسلسل الهرمي والنظام» في المجتمع، وموضوعات مختلفة عن كراهية الأجانب ومعاداة السامية، والمطالبة بـ «العدالة الاجتماعية» وإصلاح الأراضي «الثوري» لتدمير «الأوليغارشية» في الأرجنتين. أراد خوان باوتيستا مولينا إنشاء الأرجنتين استنادًا إلى الخطوط النازية، وتقديم نفسه على أنه هتلر الأرجنتين، ولديه علاقات وثيقة مع ألمانيا النازية. كما دعت الحركة إلى اللادينية ضد الدول المجاورة أوروغواي وباراجواي وتشيلي وبوليفيا والبرازيل.
عادت الحركة السامية بعنف، حيث أصدرت مجلتها Combate "وصية" لأعضائها: "الحرب ضد اليهود". الكراهية تجاه اليهودي. الموت لليهودي.

## رموز الحزب
استخدم تحالف التحرير الوطني لطائر كوندور الأنديز كرمز للحركة. كوندور الأنديز هو رمز وطني للأرجنتين.